# یوگنی

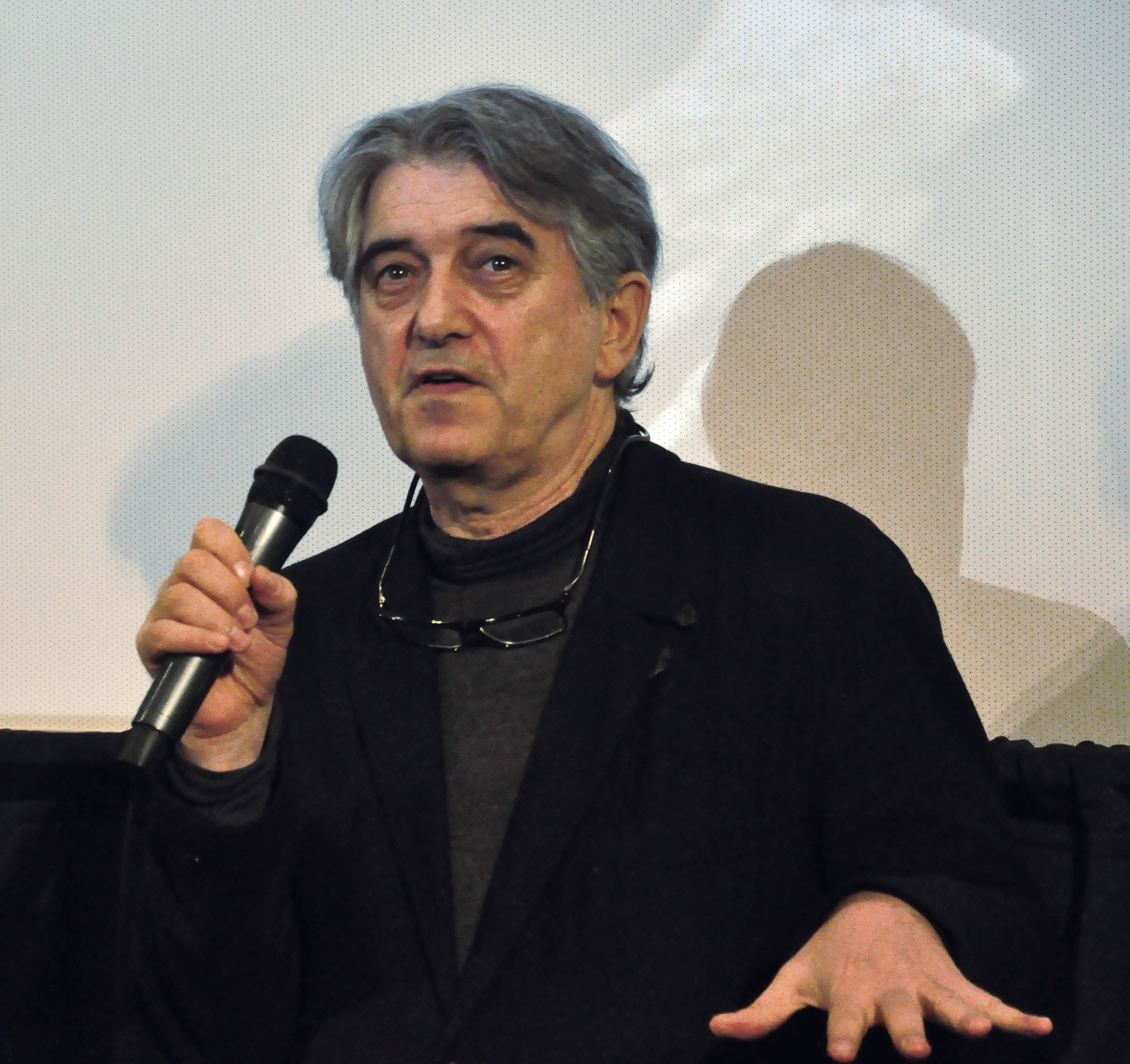
یوگنی کامنکوویچ در مرکز فیلم‌های مستند مسکو

یِوگِنی (به روسی: Евгений) نامی روسی و برگردان نام یونانیِ εὐγενής است که در یونانی (eugenēs) تلفظ می‌شود. شاخص‌ترین افرادِ دارای این نام عبارتند از:

### اتحاد جماهیر شوروی
- یوگنی واختانگوف، بازیگر تئاتر اهل اتحاد جماهیر شوروی
- یوگنی خرونوف، فضانورد اهل اتحاد جماهیر شوروی
- یوگنی گریشین، اسکی‌باز اهل اتحاد جماهیر شوروی
- یوگنی پاشوکانیس، تئوریسین مارکسیست اهل اتحاد جماهیر شوروی
- یوگنی کورولکوف، ژیمناست اهل اتحاد جماهیر شوروی
- یوگنی آراموویچ آبرایان، فیزیک‌دان اهل اتحاد جماهیر شوروی
- یوگنی یفتوشنکو، شاعر و معلم اهل روسیه
- یوگنی پریگوژین، بنیانگذار و فرمانده گروه واگنر

### روسیه
- یوگنی سکوموروخوف، بازیکن و مربی فوتبال اهل روسیه
- یوگنی سادویی، شناگر اهل روسیه
- یوگنی ماکیف، بازیکن فوتبال اهل روسیه
- یوگنی کاسپرسکی، متخصص رایانه و بنیانگذار شرکت کاسپرسکی اهل روسیه
- یوگنی برتلس، تاریخ‌شناس آسیای مرکزی و ایران‌شناس اهل روسیه
- یوگنی کوروتیشکین، شناگر اهل روسیه
- یوگنی لاونف، شناگر اهل روسیه
- یوگنی دونسکوی، شناگر اهل روسیه
- یوگنی کیریلوف، تنیس‌باز اهل روسیه

### اوکراین
- یوگنی کاچریدی، بازیکن فوتبال اهل اوکراین
- یوگنی کونوپلیانکا، بازیکن فوتبال اهل اوکراین
- یوگنی سلین، بازیکن فوتبال اهل اوکراین
- یوگنی سلزنیوف، بازیکن فوتبال اهل اوکراین